# Рода, Эмилия де
Эми́лия (Э́мили) де Рода́ (фр. Émilie de Rodat), урождённая Мари́ Гильме́тта де Рода (фр. Marie Guillemette Emilie de Rodat; 6 сентября 1787[…], Родез, Франция — 19 сентября 1852[…], Вильфранш-де-Руэрг — святая Римско-католической церкви, монахиня, мистик, основательница Виллафраншской Конгрегации Святого Семейства.

## Биография
Родилась в дворянской семье недалеко от Родеза на юге Франции. В полуторогодовалом возрасте девочку отправили жить с бабушкой по материнской линии в Вильфранш, чтобы защитить от притеснений христиан во время Французской революции. Уже в 16 лет у неё был религиозный опыт, а в 18 лет она стала учительницей в Вильфранше в своей бывшей школе. В 1815 году Эмилия открыла школу для девочек из бедных семей в Вильфранше, впоследствии ставшая основой для Виллафраншской Конгрегации Святого Семейства. Несмотря на все трудности, конгрегация Рода росла и в конечном итоге насчитывала 38 домов, 25 закрытых сообществ и 32 школы с более чем пятью тысячами учеников. Сёстры из конгрегации также посещали заключённых и заботились о брошенных младенцах в Китае; к 1999 году во всем мире насчитывалось 520 сестёр Виллафраншской Конгрегации Святого Семейства.

## Прославление
Беатифицирована 9 июня 1940 года папой Пием XII и канонизирована им же 23 апреля 1950 года.
День памяти — 19 сентября. 